# Služátky
Služátky (en allemand : Sluschatek) est une commune du district de Havlíčkův Brod, dans la région de Vysočina, en Tchéquie. Sa population s'élevait à 160 habitants en 2020.

## Géographie
Služátky se trouve à 3 km au nord-est de Světlá nad Sázavou, à 14 km au nord-ouest de Havlíčkův Brod, à 34 km au nord-nord-ouest de Jihlava et à 84 km à l'est-sud-est de Prague.
La commune est limitée par Kunemil au nord, par Malčín à l'est, par Příseka au sud, et par Světlá nad Sázavou à l'ouest.

## Histoire
La première mention écrite de la localité date de 1591.